# لئاندرو دامیائو
لئاندرو دامیائو دا سیلوا دوس سانتوس (پرتغالی: Leandro Damião da Silva dos Santos؛ زادهٔ ۲۲ ژوئیهٔ ۱۹۸۹) که با نام لئاندرو دامیائو یا به صورت ساده دامیائو شناخته می‌شود، بازیکن فوتبال اهل برزیل است.
از باشگاه‌هایی که در آن بازی کرده‌است می‌توان به اینترناسیونال، سانتوس، کروزیرو، بتیس، فلامینگو و کاوازاکی فرونتال اشاره کرد.
وی همچنین در تیم ملی فوتبال برزیل بازی کرده‌است. دامیائو در مسابقات بین‌المللی در مجموع برندهٔ ۱ مدال نقره شده‌است.